# 熱血!サンタマリア
『熱血!サンタマリア』（ねっけつ サンタマリア）は、2002年7月13日から9月28日までフジテレビほかで毎週土曜 18:30 - 19:00 (JST) に放送されたバラエティ番組。全9回。

## 概要
ユースケ・サンタマリアのテレビ初の冠番組で、彼が演劇集団ジョビジョバとともに音楽と演劇をミックスした様々なコントを繰り広げていた。共演者のジョビジョバは、この番組以前にもフジテレビの数多くの深夜番組でレギュラーを務めていた。
しかし、番組は企画段階からすぐに終了することが決まっていたため、前番組『トリビュート』と同様、開始から3ヶ月間で終了となった。この年に活動を停止したジョビジョバの、グループとしての最後のレギュラー番組となった。なお、フジテレビの土曜18時台後半枠はローカルセールス枠だったため、この番組を放送しなかった系列局も少なくない。同時間帯の後継番組は、2002年10月5日から2022年9月24日まで『もしもツアーズ』が20年間にわたり放送された。

## 出演者
- ユースケ・サンタマリア
- ジョビジョバ

## スタッフ
- プロデューサー：関卓也（フジテレビ制作センター）、波多野健（イースト）
- 演出：上川伸廣（イースト）
- ディレクター：手塚公一（イースト）他
- AP：正垣吉朗（イースト）
- 構成：福田雄一
- 制作：フジテレビバラエティー制作センター
- 制作協力：イースト
- 制作著作：フジテレビジョン

## 番組テーマ曲
- 「prize」day after tomorrow